# Dama cinese
La dama cinese è un gioco da tavolo astratto a cui possono partecipare da due a sei giocatori.

## Regole
Si gioca su un tavoliere esagonale formato da caselle circolari disposte su sei stazioni in modo da formare una stella a sei punte. L'obiettivo del gioco è di spostare le proprie pedine da una punta a quella opposta.
Le pedine possono muoversi come nella Dama tradizionale: una mossa in diagonale o più mosse saltando le pedine altrui.
Le pedine saltate non si eliminano, in quanto per vincere il gioco sono necessarie tutte le pedine. Un giocatore può saltare anche le proprie pedine e può muoversi sempre sia avanti che indietro (sempre diagonalmente).
Una pedina, come nella dama tradizionale, non può saltare in un colpo due pedine consecutive.

## Storia
Nonostante il nome, la dama cinese non è stata inventata in Cina (non è una variante della dama né degli scacchi cinesi): la sua origine è tedesca ed è un gioco molto diverso dalla dama. Questo nome è una traduzione di Chinese checkers, nome che le è stato dato successivamente negli Stati Uniti perché suonava più esotico. Il nome originale in tedesco è Stern-Halma, poiché è molto simile al gioco Halma, da cui differisce principalmente per il tavoliere a stella (Stern).

## Galleria d'immagini

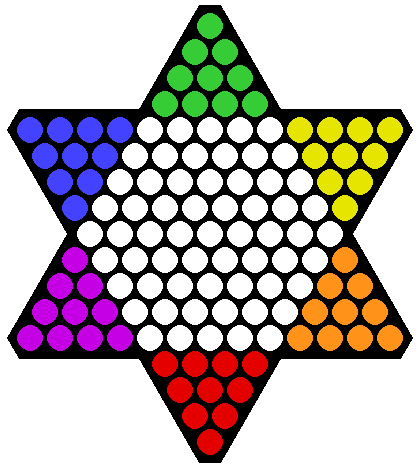
Tavoliere e disposizione iniziale delle pedine
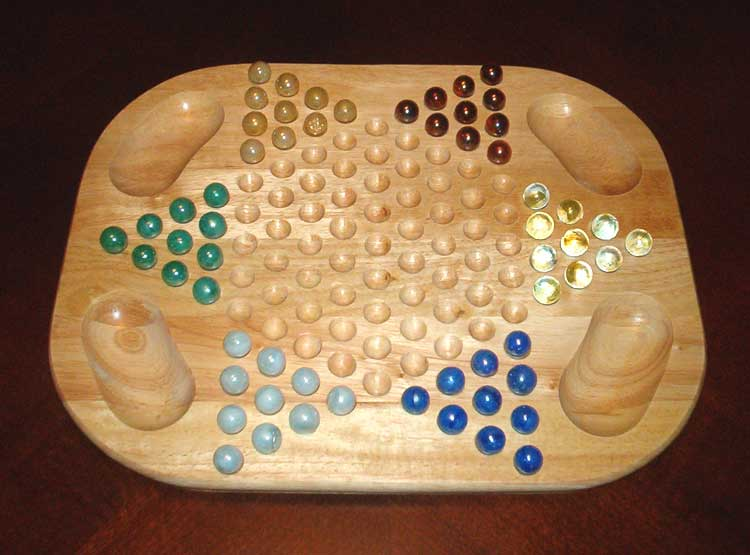
Dama cinese con tavoliere in legno